# Ryan Lobreau
Ryan Lobreau-Bikindou (Montereau-Fault-Yonne, Sena y Marne, 13 de febrero de 2001) es un jugador de baloncesto francés. Con 2,04 metros de estatura juega en la posición de ala-pívot y su actual equipo es el CB Morón de la Liga LEB Plata.

## Trayectoria
Es un alero formado en el STB Le Havre con el que disputa la NM1, la tercera categoría del baloncesto francés en la temporada 2020-21.
En la temporada 2021-22, juega en el Saint-Vallier Basket Drôme de la LNB Pro B.
El 18 de agosto de 2022, firma por el FC Cartagena Baloncesto de la Liga LEB Plata. El 31 de enero de 2023, rescinde su contrato con el conjunto cartagenero.
El 11 de agosto de 2023, firma por el CB Morón de la Liga LEB Plata.